# Sarapat
Sarapat – wieś w Armenii, w prowincji Szirak. W 2011 roku liczyła 109 mieszkańców.